# Działyń (województwo lubelskie)
Działyń – wieś w Polsce położona w województwie lubelskim, w powiecie parczewskim, w gminie Siemień Leży przy drodze wojewódzkiej nr 815.
| SIMC    | Nazwa      | Rodzaj    |
| ------- | ---------- | --------- |
| 0019206 | Szatamanka | część wsi |

W latach 1954–1968 wieś należała i była siedzibą władz gromady Działyń, po jej zniesieniu w gromadzie Siemień. W latach 1975–1998 miejscowość administracyjnie należała do województwa bialskopodlaskiego.
Wieś stanowi sołectwo w gminie Siemień. Według Narodowego Spisu Powszechnego z roku 2011 wieś liczyła 180 mieszkańców.
Wierni Kościoła rzymskokatolickiego należą do parafii św. Stanisława w Czemiernikach.